# Taurasyndrom
Das Taurasyndrom ist eine Erkrankung, von denen Dekapoden betroffen sind. Es wird durch ein einsträngiges RNA-Virus, das Taurasyndromvirus (TSV), ausgelöst und zählt zu den exotischen Krebstierkrankheiten. Betroffen sind in der Natur verschiedene Arten der Gattung Litopenaeus (Litopenaeus setiferus, Litopenaeus stylirostris und Litopenaeus vannamei) sowie der Gattungen Metapenaeus und Palaemon. Andere Arten sind experimentell infiziert worden, zeigten aber keine Symptome. Zumeist befällt das Virus junge Tiere.
Das Virus wurde 1992 in der Tauraregion in Ecuador entdeckt.

## Krankheitsverlauf
Üblicherweise wird der Krankheitsverlauf in drei Phasen gegliedert:
1. Innerhalb der akuten Phase färben sich die Schwanzfächer und die Pleopoden der Shrimps rot aufgrund der vermehrten Bildung von roten Pigmentzellen. Am Rande der Pleopoden findet Nekrose statt. Diese Tiere werden häufig von Seevögeln gefressen und zählen so zu den TSV-Verbreitungsvektoren. In dieser Phase kann die Sterblichkeit bis zu 95 % betragen.[4]
2. In der Übergangsphase zeigen sich auf der Kutikula braunschwarze Läsionen, während die Tiere sich zumeist normal verhalten.
3. In der chronischen Phase zeigen die Tiere keinerlei Symptome außer einer verminderten Stressresistenz.[5]

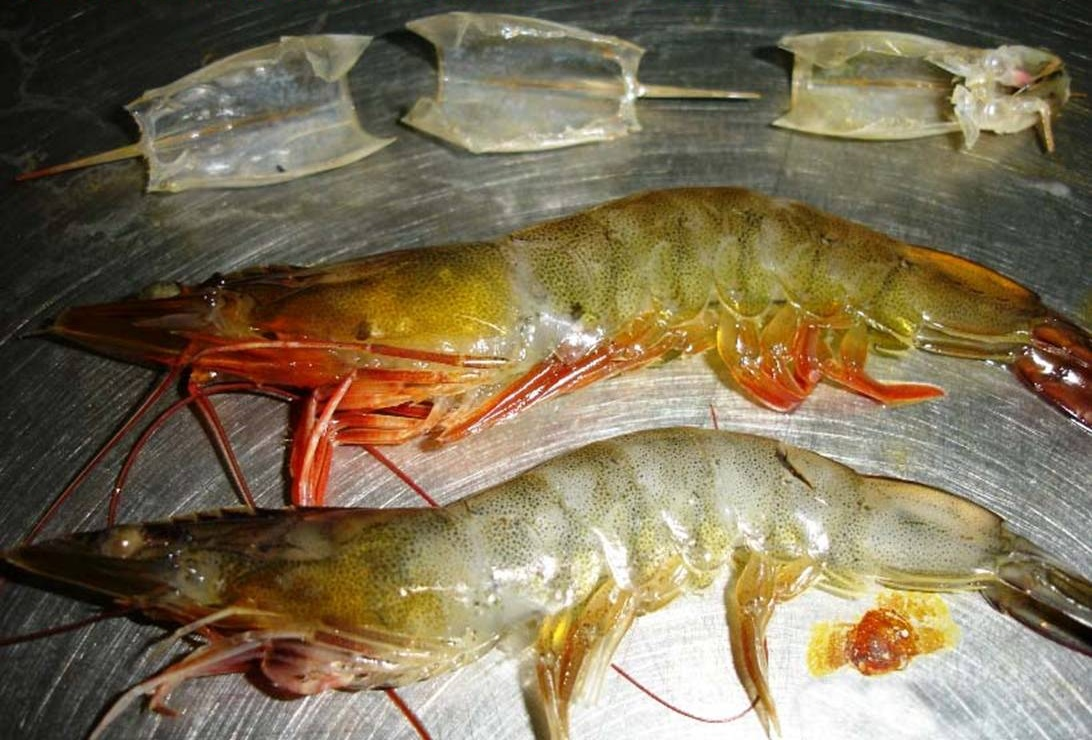
Ein vom TSV infiziertes Tier (unten) im Vergleich zu einem gesunden Tier (oben).

Die Inkubationszeit beträgt zwischen 7 und 10 Tagen. Die Mortalität beträgt 40 % bis zu über 90 %.

## Diagnostik
Es gibt zahlreiche Möglichkeiten der Diagnostik des Taurasyndroms. Pathologisch lassen sich nur in der akuten Phase und in der Übergangsphase Symptome, wie in Krankheitsverlauf beschrieben, beobachten.
Weiter kommt auch eine histologische Diagnostik in Frage. Hier wären neurotische Zellen im kutikularen Epithel sowie sphärische Überbleibsel der nekrotischen Zellen von 1 µm bis 20 µm Größe und pyknotische und karyorrhektische Kerne pathognomonisch. Das akute Stadium kann vom Yellow-Head-Virus durch die nicht nekrotischen parenchymalen Zellen der LO (lymphoides Organ)-Tubuli unterschieden werden.
Am weitesten verbreitet ist allerdings die Diagnostik mittels RT-PCR. Hierbei wird eine 231 Basenpaare lange Sequenz amplifiziert. Seit 2009 gibt es auch neue Primer, die zu einer 341 Basenpaare langen simplifizierten Sequenz führen. Es existieren auch Realtime-RT-PCR-Anwendungen.

## Taurasyndromvirus
Das Taurasyndromvirus (englisch Taura syndrome virus, TSV; Spezies Aparavirus tauraense) ist ein positives einsträngiges RNA-Virus; sein Genom hat eine Länge von 10205 Nukleotiden und besitzt zwei offenen Leserahmen (englisch open reading frame, ORF), die 92 % des Genoms darstellen. Inzwischen sind mehrere Arten bekannt. Der Typ A reagiert (z. B. in ELISA) mit dem monokolonialen Antikörper Mob 1A1. Bei den Typen B und C ist das nicht der Fall. Sie werden untereinander aufgrund ihrer Wirtsorganismen und ihrer Virulenz unterschieden. Die TSV-Partikel haben einen Durchmesser von 32 nm.
Das Kapsid besteht hauptsächlich aus drei Proteinen (55 kDa, 40 kDa, 24 kDa) und einem seltener vorkommenden Protein (58 kDa). Des Weiteren ist das TSV das erste RNA-Virus, in dem eine BIR-Domäne eines IAP gefunden wurde. Deren Funktion ist bisher unbekannt.